# Patterson Tract (California)
Patterson Tract es un lugar designado por el censo ubicado en el condado de Tulare en el estado estadounidense de California. En el año 2010 tenía una población de 1.752 habitantes.

## Geografía
Patterson Tract se encuentra ubicado en las coordenadas 36°22′46.27″N 119°17′44.17″O / 36.3795194, -119.2956028.